# UCI World Tour 2023
L'UCI World Tour 2023 è stata la tredicesima edizione del circuito organizzato dall'UCI, che sostituisce il vecchio calendario mondiale. È partito il 17 gennaio 2023 dall'Australia con il Tour Down Under, corsa che è tornata in calendario dopo due edizioni cancellate per la pandemia di COVID-19, ed è terminato il 17 ottobre 2023 in Cina con il Tour of Guangxi.

## Squadre
Le squadre che disputano la stagione 2023 dell'UCI World Tour sono 18.
| Cod. | Nome ufficiale           | Biciclette       | Gruppo     | Ruote      | Pneumatici  |
| ---- | ------------------------ | ---------------- | ---------- | ---------- | ----------- |
| ACT  | AG2R Citroën Team        | BMC              | Campagnolo | Campagnolo | Pirelli     |
| ADC  | Alpecin-Deceuninck       | Canyon           | Shimano    | Shimano    | Vittoria    |
| AST  | Astana Qazaqstan Team    | Wilier Triestina | Shimano    | Corima     | Vittoria    |
| TBV  | Bahrain Victorious       | Merida           | Shimano    | Vision     | Continental |
| BOH  | Bora-Hansgrohe           | Specialized      | Shimano    | Roval      | Specialized |
| COF  | Cofidis                  | Look             | Shimano    | Corima     | Michelin    |
| EFE  | EF Education-EasyPost    | Cannondale       | Shimano    | Vision     | Vittoria    |
| GFC  | Groupama-FDJ             | Lapierre         | Shimano    | Shimano    | Continental |
| IGD  | Ineos Grenadiers         | Pinarello        | Shimano    | Shimano    | Continental |
| ICW  | Intermarché-Circus-Wanty | Cube             | Shimano    | Shimano    | Continental |
| TJV  | Jumbo-Visma              | Cervélo          | SRAM       | Reserve    | Vittoria    |
| LTK  | Lidl-Trek                | Trek             | SRAM       | Bontrager  | Pirelli     |
| MOV  | Movistar Team            | Canyon           | SRAM       | Zipp       | Continental |
| SOQ  | Soudal Quick-Step        | Specialized      | Shimano    | Roval      | Specialized |
| ARK  | Team Arkéa-Samsic        | Bianchi          | Shimano    | Shimano    | Continental |
| DSM  | Team DSM-Firmenich       | Scott            | Shimano    | Shimano    | Vittoria    |
| JAY  | Team Jayco AlUla         | Giant            | Shimano    | Cadex      | Cadex       |
| UAD  | UAE Team Emirates        | Colnago          | Shimano    | ENVE       | Continental |

## Calendario
La stagione 2023 si presenta con un calendario per le squadre con licenza World Tour molto simile a quello della stagione 2022. Tornano in calendario il Tour Down Under, la Cadel Evans Great Ocean Road Race e il Tour of Guangxi, annullati a causa della pandemia di COVID-19 nella stagione precedente, e il Renewi Tour, la cui precedente edizione era stata annullata a causa di un calendario sovraccarico. Il 20 febbraio 2023 viene deciso di ridurre da sette a cinque tappe il Renewi Tour per non creare problemi a livello logistico e mediatico.
| Evento                                   | Data                   | Vincitore            | Secondo              | Terzo               | Squadra del vincitore |
| ---------------------------------------- | ---------------------- | -------------------- | -------------------- | ------------------- | --------------------- |
| Tour Down Under (2023)                   | 17-22 gennaio          | Jay Vine             | Simon Yates          | Pello Bilbao        | UAE Team Emirates     |
| Cadel Evans Great Ocean Road Race (2023) | 29 gennaio             | Marius Mayrhofer     | Hugo Page            | Simon Clarke        | Team DSM              |
| UAE Tour (2023)                          | 20-26 febbraio         | Remco Evenepoel      | Luke Plapp           | Adam Yates          | Soudal Quick-Step     |
| Omloop Het Nieuwsblad (2023)             | 25 febbraio            | Dylan van Baarle     | Arnaud De Lie        | Christophe Laporte  | Jumbo-Visma           |
| Strade Bianche (2023)                    | 4 marzo                | Thomas Pidcock       | Valentin Madouas     | Tiesj Benoot        | Ineos Grenadiers      |
| Parigi-Nizza (2023)                      | 5-12 marzo             | Tadej Pogačar        | David Gaudu          | Jonas Vingegaard    | UAE Team Emirates     |
| Tirreno-Adriatico (2023)                 | 6-12 marzo             | Primož Roglič        | João Almeida         | Tao Geoghegan Hart  | Jumbo-Visma           |
| Milano-Sanremo (2023)                    | 18 marzo               | Mathieu van der Poel | Filippo Ganna        | Wout Van Aert       | Alpecin-Deceuninck    |
| Volta Ciclista a Catalunya (2023)        | 20-26 marzo            | Primož Roglič        | Remco Evenepoel      | João Almeida        | Jumbo-Visma           |
| Classic Brugge-De Panne (2023)           | 22 marzo               | Jasper Philipsen     | Olav Kooij           | Yves Lampaert       | Alpecin-Deceuninck    |
| E3 Harelbeke (2023)                      | 24 marzo               | Wout Van Aert        | Mathieu van der Poel | Tadej Pogačar       | Jumbo-Visma           |
| Gand-Wevelgem (2023)                     | 26 marzo               | Christophe Laporte   | Wout Van Aert        | Sep Vanmarcke       | Jumbo-Visma           |
| Dwars door Vlaanderen (2023)             | 29 marzo               | Christophe Laporte   | Oier Lazkano         | Neilson Powless     | Jumbo-Visma           |
| Giro delle Fiandre (2023)                | 2 aprile               | Tadej Pogačar        | Mathieu van der Poel | Mads Pedersen       | UAE Team Emirates     |
| Giro dei Paesi Baschi (2023)             | 3-8 aprile             | Jonas Vingegaard     | Mikel Landa          | Ion Izagirre        | Jumbo-Visma           |
| Parigi-Roubaix (2023)                    | 9 aprile               | Mathieu van der Poel | Jasper Philipsen     | Wout Van Aert       | Alpecin-Deceuninck    |
| Amstel Gold Race (2023)                  | 16 aprile              | Tadej Pogačar        | Ben Healy            | Thomas Pidcock      | UAE Team Emirates     |
| Freccia Vallone (2023)                   | 19 aprile              | Tadej Pogačar        | Mattias Skjelmose    | Mikel Landa         | UAE Team Emirates     |
| Liegi-Bastogne-Liegi (2023)              | 23 aprile              | Remco Evenepoel      | Thomas Pidcock       | Santiago Buitrago   | Soudal Quick-Step     |
| Giro di Romandia (2023)                  | 25-30 aprile           | Adam Yates           | Matteo Jorgenson     | Damiano Caruso      | UAE Team Emirates     |
| Eschborn-Francoforte (2023)              | 1º maggio              | Søren Kragh Andersen | Patrick Konrad       | Alessandro Fedeli   | Alpecin-Deceuninck    |
| Giro d'Italia (2023)                     | 6-28 maggio            | Primož Roglič        | Geraint Thomas       | João Almeida        | Jumbo-Visma           |
| Giro del Delfinato (2023)                | 4-11 giugno            | Jonas Vingegaard     | Adam Yates           | Ben O'Connor        | Jumbo-Visma           |
| Giro di Svizzera (2023)                  | 11-18 giugno           | Mattias Skjelmose    | Juan Ayuso           | Remco Evenepoel     | Trek-Segafredo        |
| Tour de France (2023)                    | 1º-23 luglio           | Jonas Vingegaard     | Tadej Pogačar        | Adam Yates          | Jumbo-Visma           |
| Classica di San Sebastián (2023)         | 29 luglio              | Remco Evenepoel      | Pello Bilbao         | Aleksandr Vlasov    | Soudal Quick-Step     |
| Giro di Polonia (2023)                   | 29 luglio-4 agosto     | Matej Mohorič        | João Almeida         | Michał Kwiatkowski  | Bahrain Victorious    |
| Classica di Amburgo (2023)               | 20 agosto              | Mads Pedersen        | Danny van Poppel     | Elia Viviani        | Lidl-Trek             |
| / Renewi Tour (2023)                     | 23-27 agosto           | Tim Wellens          | Florian Vermeersch   | Yves Lampaert       | UAE Team Emirates     |
| Vuelta a España (2023)                   | 26 agosto-17 settembre | Sepp Kuss            | Jonas Vingegaard     | Primož Roglič       | Jumbo-Visma           |
| Bretagne Classic Ouest-France (2023)     | 3 settembre            | Valentin Madouas     | Mathieu Burgaudeau   | Felix Großschartner | Groupama-FDJ          |
| Grand Prix Cycliste de Québec (2023)     | 8 settembre            | Arnaud De Lie        | Corbin Strong        | Michael Matthews    | Lotto Dstny           |
| Grand Prix Cycliste de Montréal (2023)   | 10 settembre           | Adam Yates           | Pavel Sivakov        | Alex Aranburu       | UAE Team Emirates     |
| Giro di Lombardia (2023)                 | 7 ottobre              | Tadej Pogačar        | Andrea Bagioli       | Primož Roglič       | UAE Team Emirates     |
| Tour of Guangxi (2023)                   | 12-17 ottobre          | Milan Vader          | Rémy Rochas          | Ethan Hayter        | Jumbo-Visma           |

## Classifiche
Dal 2019, l'unica classifica valida a livello internazionale è l'UCI World Ranking, che già dal 2016 fornisce una classifica individuale ed una per Nazioni. A queste viene aggiunta la classifica mondiale UCI per team, stilata in base ai risultati ottenuti dai 10 migliori corridori per ogni squadra, riprendendo così la graduatoria già presente nell'UCI World Tour. Esistono anche due ulteriori classifiche individuali, una limitata alle sole corse di un giorno e l'altra invece specifica per le corse a tappe.